# ريتشي فيرنون
ريتشي فيرنون (بالإنجليزية: Richie Vernon)‏ هو لاعب اتحاد الرغبي بريطاني، ولد في 7 يوليو 1987 في دندي في المملكة المتحدة.

## وصلات خارجية
- ريتشي فيرنون عل موقع إسبنسكروم (الإنجليزية)
- ريتشي فيرنون على موقع ItsRugby.co.uk (الإنجليزية)